# Nancy Rubins

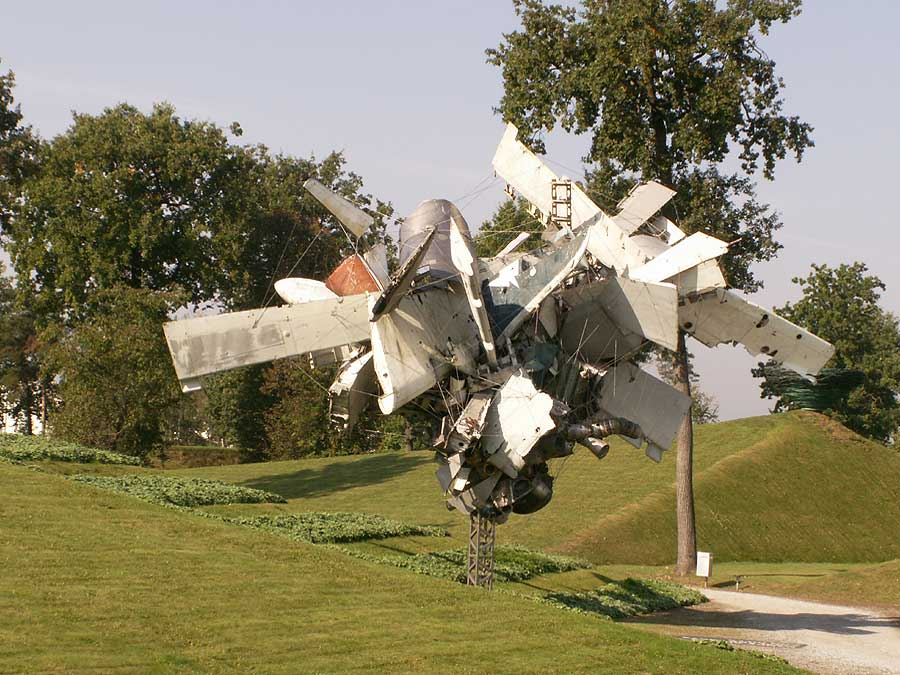
Airplane Parts and Hills (2003)

Nancy Rubins (Naples, 1952) is een Amerikaanse beeldhouwer en installatiekunstenaar.

## Leven en werk
Rubins werd geboren in Naples (Texas) en groeide op in Tullahoma (Tennessee). Zij studeerde tot 1974 aan het College of Art van het Maryland Institute in Baltimore (Maryland) en tot 1976 aan de Universiteit van Californië - Davis.
In 1993 werd Rubins uitgenodigd voor deelname aan de Biënnale van Venetië. Haar werk wordt geëxposeerd in vele musea voor moderne en hedendaagse kunst in de Verenigde Staten en Europa.
De kunstenares leeft en werkt in haar atelier in Topanga (Californië)

## Werken (selectie)
- Big Bil-Bored (1980), Gold Coast, Berwyn (Illinois)
- Chas' Stainless Steel, Mark Thompson's Airplane Parts, About 1000 Pounds of Stainless Steel Wire, and Gagosian's Beverly Hill Space (2001), Museum of Contemporary Art (Los Angeles) in Los Angeles (Californië)
- Airplane Parts and Hills (2003), beeldenpark Österreichischer Skulpturenpark in Unterpremstätten
- Big Edge, City Center in Las Vegas (Nevada)
- Big Pleasure Point (2006), Lincoln Center in New York